# Mitropacup 1938
De Mitropacup 1938 was de twaalfde editie van de internationale beker.
Er namen teams deel uit Hongarije, Tsjechoslowakije, Italië, Joegoslavië en Roemenië. Zwitserland dat vorig jaar voor de eerste keer teams instuurde was er dit jaar niet bij net als Oostenrijk dat door de Anschluss nu een deel van het Derde Rijk was geworden. Normaal gezien nam de landskampioen, vicekampioen en bekerwinnaar (of verliezend bekerfinalist) van elk land nam deel. Er werd gespeeld met knock-outsysteem in heen- en terugwedstrijden. Bij gelijke stand na twee wedstrijden zou er een beslissende wedstrijd komen. Alle clubs startten in de 1/8ste finale.
Titelverdediger Ferencvaros bereikte de finale en verloor daar van Slavia Praag.

## 1/8ste finale
| Teams                    | Teams | Teams           | Heen | Terug | Totaalscore |
| SK Kladno                | -     | HASK Zagreb     | 3:1  | 2:1   | 5:2         |
| SK Židenice              | -     | Ferencvárosi FC | 3:1  | 0:3   | 3:4         |
| Genova 1893              | -     | AC Sparta Praag | 4:2  | 1:1   | 5:3         |
| Beogradski SK            | -     | SK Slavia Praag | 2:3  | 1:2   | 3:5         |
| Hungária FC MTK Budapest | -     | Juventus        | 3:3  | 1:6   | 4:9         |
| Újpest FC                | -     | Rapid Boekarest | 4:1  | 0:4   | 4:5         |
| Ambrosiana-Inter         | -     | Kispesti FC     | 4:2  | 1:1   | 5:3         |
| Ripensia Timișoara       | -     | AC Milan        | 3:0  | 1:3   | 4:3         |

## Kwartfinale
| Teams           | Teams | Teams              | Heen | Terug | Totaalscore |
| Ferencvárosi FC | -     | Ripensia Timișoara | 5:4  | 4:1   | 9:5         |
| Juventus        | -     | SK Kladno          | 4:2  | 2:1   | 6:3         |
| SK Slavia Praag | -     | Ambrosiana-Inter   | 9:0  | 1:3   | 10:3        |
| Genova 1893     | -     | Rapid Boekarest    | 3:0  | 1:2   | 4:2         |

## Halve finale
| Teams       | Teams | Teams           | Heenwedstrijd | Terugwedstrijd | Totaalscore |
| Genova 1893 | -     | SK Slavia Praag | 4:2           | 0:4            | 4:6         |
| Juventus    | -     | Ferencvárosi FC | 3:2           | 0:2            | 3:4         |

## Finale
| Teams           | Teams | Teams           | Heenwedstrijd | Terugwedstrijd | Totaalscore |
| SK Slavia Praag | -     | Ferencvárosi FC | 2:2           | 2:0            | 4:2         |

1927 · 1928 · 1929 · 1930 · 1931 · 1932 · 1933 · 1934 · 1935 · 1936 · 1937 · 1938 · 1939 · 1940 · 1951 · 1955 · 1956 · 1957 · 1958 · 1959 · 1960 · 1961 · 1962 · 1963 · 1964 · 1965 · 1966 · 1967 · 1968 · 1969 · 1970 · 1971 · 1972 · 1973 · 1974 · 1975 · 1976 · 1977 · 1978 · 1980 · 1981 · 1982 · 1983 · 1984 · 1985 · 1986 · 1987 · 1988 · 1989 · 1990 · 1991 · 1992